# Paltothemis nicolae
Paltothemis nicolae är en trollsländeart som beskrevs av Hellebuyck 2002. Paltothemis nicolae ingår i släktet Paltothemis och familjen segeltrollsländor. Inga underarter finns listade i Catalogue of Life.